# Nietulisko Fabryczne
Nietulisko Fabryczne – część wsi Nietulisko Duże w Polsce, położona w województwie świętokrzyskim, w powiecie ostrowieckim, w gminie Kunów.
W latach 1975–1998 Nietulisko Fabryczne administracyjnie należało do województwa kieleckiego.

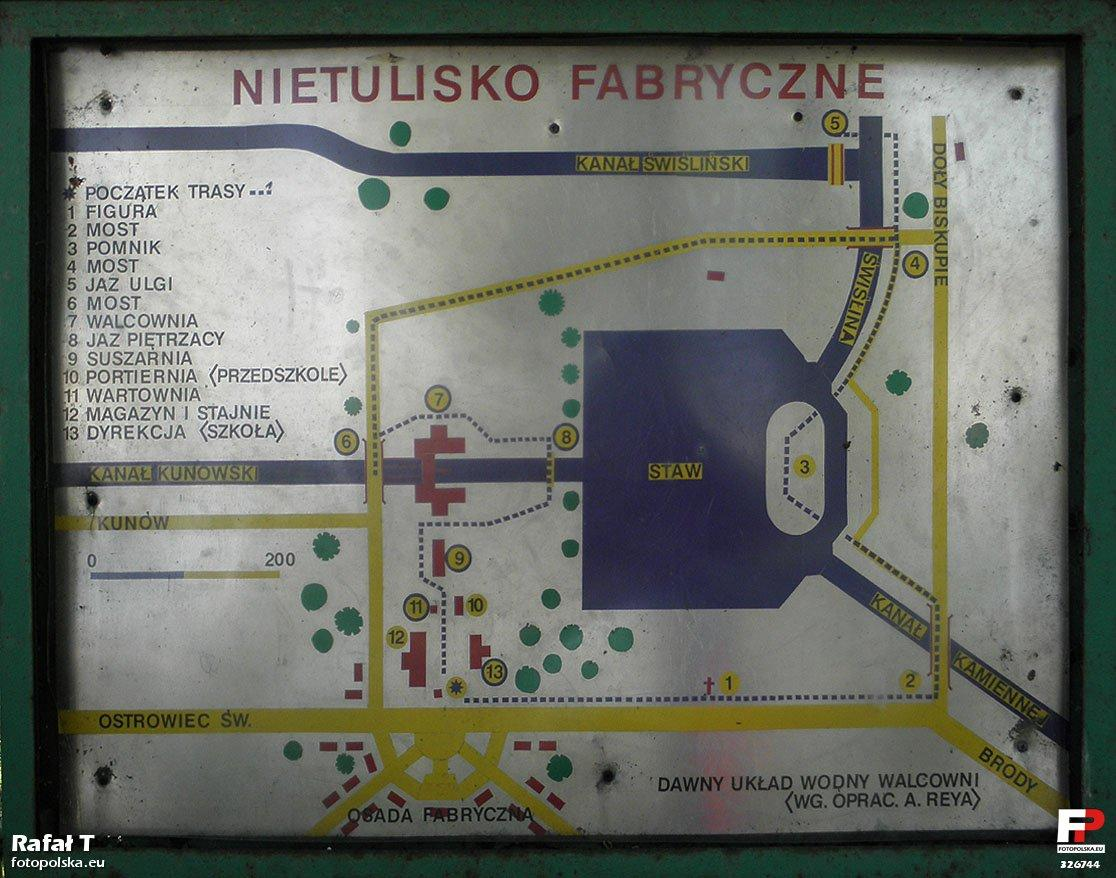
Tablica